# 三工駅
三工駅（さんこうえき、中国語: 三工站、ウイグル語: سەنگۇڭ）は、中華人民共和国新疆ウイグル自治区ウルムチ市サイバグ区に位置するウルムチ地下鉄1号線の駅である。

## 歴史
- 2018年10月25日: 開業[1]。

## 隣の駅
ウルムチ地下鉄
■1号線
迎賓路口駅 - 三工駅 - 宣仁墩駅